# Bárka (píseň)
Bárka (polsky Barka, španělsky Pescador de hombres – rybář lidí) je původně španělská duchovní píseň, inspirovaná příběhem ze synoptických evangelií o setkání Ježíše Krista se Šimonem a Ondřejem na břehu Galilejského jezera – Mt 4, 18–22 (Kral, ČEP), Mk 1, 16–20 (Kral, ČEP) a Lk 5, 1–11 (Kral, ČEP). Napsal ji roku 1974 Cesáreo Gabaráin Azurmendi a krátce poté její text volně přeložil polský kněz Stanisław Szmidt SDB do polštiny, z níž později vznikl také překlad do češtiny. V Polsku byla poprvé publikována v salesiánském zpěvníku Radośnie przed Panem. Brzy se stala oblíbenou písní krakovského arcibiskupa Karola Wojtyły, který ji později už jako papež Jan Pavel II. sám zpíval v Hnězdně při své první apoštolské cestě do Polska v roce 1979. Má čtyři sloky a refrén a při mši ji lze zpívat před evangeliem. Je zařazena v modré Hosaně pod číslem 19.

## Text
1)

Pán zastavil se na břehu,

hledal lidi ochotné jít za ním,

aby se stali rybáři duší.

Refén:

Můj Pane dnes i na mne se díváš,

tvoje ústa vyslovila mé jméno,

svoji loďku, na břehu zanechávám,

spolu s Tebou nový začít chci lov

2)

Pane, jsem jen ubohý člověk,

poklad můj jsou dvě prázdné ruce,

a čisté srdce, Tobě oddané.

Refrén:

Můj Pane dnes i na mne se díváš,

tvoje ústa vyslovila mé jméno,

svoji loďku, na břehu zanechávám,

spolu s Tebou nový začít chci lov

3)

Pán potřebuje můj život,

mladé srdce, plné nadšení,

samotu duše, i kapky potu.

Refrén:

Můj Pane dnes i na mne se díváš,

tvoje ústa vyslovila mé jméno,

svoji loďku, na břehu zanechávám,

spolu s Tebou nový začít chci lov.

4)

Dnes vyjít chci spolu s Pánem,

lovit duše – sítí Jeho Pravdy,

slovem života – příkladem

lásky.

Refrén:

Můj Pane dnes i na mne se díváš,

tvoje ústa vyslovila mé jméno,

svoji loďku, na břehu zanechávám,

spolu s Tebou nový začít chci lov.